# Болотяник
Болотник (болотний, болотяник, болотняник, болотний дєдко, шут болотний, болотяний лісовик, кадук) — дух-хазяїн болота з лихою вдачею у слов'янській міфології. Родич лісовика та водяника.

## Зовнішність
Вважалось, що болотник — це нерухома товста істота, яка не має очей і сидить на дні болота, вкрита багном, водоростями, равликами і риб'ячою лускою. За іншими даними, він мав вигляд вкритого сірою шерстю і водоростями голого сивого діда з довгими жаб'ячими руками, виряченими очима на широкому жовтому обличчі, закрученим хвостом та довгою бородою, з якої стікало багно. За деякими повір'ями, болотник жив у великому кам'яному будинку на дні болота. Проте місцем його проживання було усе болото. А найулюбленішими його місцями були трясовини, вири та ковбані.

## Поведінка
Головним заняттям болотника було заманювання людей до трясовини. Вважалось, що найлегше це йому було зробити з людиною, що грала вночі на сопілці. Для цього він міг сміятися, ревти, стогнати чи відтворювати тваринні і пташині звуки. Хоча міг і просто лякати різкими звуками, зітханням, бульканням, голосним причмокуванням, плескотом по воді. Також він створював так звані чаруси — місця на болоті, що виглядають, наче квітучі галявини, а насправді є лише сплетінням болотної трави на поверхні води. В такі місця болотник підкидав гілки, колоди або сам вдавав із себе купину, ставши на які людина опинялась у драговині. Тоді він хапав людину за ноги і топив. З цією ж метою болотник під час своєї прогулянки берегом обертався на мандрівника, монаха без хреста чи на знайому людину (за іншими даними, болотник не мав здатності до перетворень). У такому вигляді він запрошував людину до свого помешкання чи ліхтарем вказував шлях до трясовини або виру, де також розпалював вогні (або випускав на болото потерчат). Якщо йому вдавалося так заманити людину, починав веселитися: стрибав, танцював, реготав.

## Як боротися
Щоб здолати злого духа потрібно було перехреститися, схопитися за хрестик та прочитати молитву, тоді він мав з криком провалитись. Був й інший спосіб: доторкнутись до залізного предмета і покликати на допомогу душі пращурів словами: «Цур мене, цур!..» Вважалось, що болотник не боїться громових стріл, оскільки ті втрачають силу, коли досягають поверхні болота. Гинув болотник, коли болото осушували або коли воно взимку замерзає.
Білоруси розрізняли декілька видів цього духа, серед яких болотник був наймолодшим. У болотах, що багаті на залізну руду мешкав оржавиник (аржавінік), що був найстаршим болотяним духом і мав вигляд товстуна на тонких ногах, вкритого брудно-рудою шерстю. У торф'яних болотах, багнах, мешкав багник — нерухома похмура істота, що жила на дні болота, яку видавали болотні вогники та водяні бульбашки.
Болотник мав також дружину (за іншими даними, завжди жив сам), болотницю, яка у північних регіонах Росії самостійно господарювала на болоті. Виглядає болотниця, як жінка з дуже блідою шкірою, блакитними очима, уквітчаним темним чи світлим хвилястим волоссям, жаб'ячими ногами та широким ротом з гострими зубами. Болотницями ставали жінки, що потонули у болоті. Вона сидить посеред чаруси на великому листі латаття і заманює людей до болота солодким голосом, обіцяючи скарби чи кохання або просить винести її з болота. Коли людина потрапляє до води, вона сміється, стрибає у воду і починає топити її.